# Myriapoda
Myriapoda é um subfilo de artrópodes que inclui animais alongados e segmentados com elevado número de pernas, mais popularmente conhecidos como centopeias, lacraias e piolhos-de-cobra. Etimologicamente, o nome miriápodes deriva dos termos do grego clássico μυρίος (muríos, que significa 'inúmeros') e πούς (poús, ou podos, que significa 'pés'), claramente remetendo a estas características únicas destes animais. Todos miriápodes são animais terrestres comuns, normalmente encontrados na terra úmida, onde alguns vivem como predadores de outros pequenos animais (as lacraias) e outros são detritívoros de matéria orgânica caído ao solo (como muitas centopeias, tatuzinhos, gongolos e piolhos-de-cobra). São amplamente distribuídos, normalmente encontradiços sob pedras e troncos apodrecidos.
Historicamente, eram artrópodes estudados por especialistas da área da entomologia (do grego entomos, englobando todos animais com o corpo subdividido em seções segmentadas), uma área que hoje dedica-se apenas ao estudo dos insetos. De forma que, tecnicamente, a especialidade que estuda os miriápodes é a miriapodologia, exercida por especialistas miriapodologistas. Nos estudos de dversidade e taxonomia, os miriápodes são tradicionalmente considerados agregados aos animais Hexapoda (isto é, os insetos e classes bastante próximas) num clado denominado Atelocerata (por vezes chamado de Tracheata), dentro do clado maior Mandibulata, que também engloba os animais crustáceos. Estas classificações são instáveis no consenso científico e dependem de diferentes interpretações da história evolutiva do grupo, conforme será discutido mais adiante.
Atualmente, estão descritas mais de 16.000 espécies de miriápodes, presentes em todos os continentes do planeta exceto pela Antártica, sendo mais abundantes e diversos nas latitudes das zonas tropicais. O subfilo é tradicionalmente subdividido em quatro classes: Chilopoda (conhecidas como centopeias e lacraias), Diplopoda (gongolos, tatuzinhos e piolho-de-cobra), Pauropoda (paurópodes) e Symphyla (sínfilos), que são detalhados em separado mais adiante.

## Origem e filogenia
Os miriápodes encontravam-se dentre os primeiros animais terrestres, colonizando os primeiros habitats continentais, logo sua origem evolutiva é estimada de ter ocorrido entre os períodos Ordoviciano e Siluriano, baseado em primeiros registros fósseis datados do Ordoviciano Médio e Superior. A hipótese de monofilia para todos miriápodes é bem aceita, no entanto as relações filogenéticas com os demais Arthropoda ainda são objeto de muitos debates e estudos. 
Ainda não ficou bem estebelecido qual teria sido a linhagem de artrópodes mais próxima de Myriapoda . Na chamada hipótese do clado Mandibulata, Myriapoda teria surgido como uma linhagem irmã de Pancrustacea (um clado bem estável que agrupa Crustacea com Hexapoda). Alternativamente, foram propostas as hipóteses: de um clado Atelocerata, com Myriapoda surgindo como linhagem irmã de Hexapoda, ou de um clado Paradoxopoda, que sugere que Chelicerata seria a linhagem de artrópodes mais próxima de Myriapoda. A qualidade do suporte por caracteres de cada uma destas hipótese varia bastante, por exemplo, com a hipótese Paradoxopoda sendo sustentada sobretudo por uma convergência de evidências moleculares. Um dos argumentos mais intensamente debatidos estabelece que, caso os crustáceos tenham evolutivamente originado os animais hexápodes em Pancrustacea, então todos caracteres morfológicos semelhantes entre insetos e miriápodes poderiam ser produto, ou de mera convergência evolutiva, ou de uma perda secundária destes caracteres nos ancestrais dos Crustacea modernos. Recentemente, um estudo apontando para evidências fósseis da estrutura dos olhos e da região cefálica pré-oral sugeriu que os ancestrais dos miriápodos basais eram os extintos Euthycarcinoidea. 
De forma análoga, e como desdobramento das diferentes hipóteses evolutivas do subfilo em relação às outras linhagens de artrópodes, diversos agrupamentos filogenéticos (i.e, clados) internos para as diferentes classes de miriápodes também já foram propostos. O padrão geral tem se estruturado com as propostas tradicionais baseadas em similaridades morfológicas e anatômicas sendo redefinidas com base no suporte provido por caracteres moleculares (em especial, sequências-chave de DNA e de aminoácidos expressos). São estas algumas das principais concorrentes:
- Dignatha (por vezes chamado de Collifera) como o clado formado por Diplopoda e Pauropoda[22], que se baseia em uma convergência de caracteres anatômicos, tais como a presença de uma modificação única da mandíbula e das placas associadas denominada gnathochilarium e um segmento ápode denominado de columela, imediatamente posterior à cabeça.
- Trignatha (também chamado de Atelopoda) como o clado agrupando Chilopoda e Symphyla, baseado em diversas semelhanças das peças bucais.
- Edafopoda como um clado agrupando Symphila com Pauropoda baseado em fenética genética, em conflito direto com as propostas acima[23].
- Pectinopoda como um clado agrupando Diplopoda com Chilopoda, e que também sugere suporte para a hipótese de Edafopoda.
- Progoneata como clado agrupando Diplopoda, Pauropoda e Symphila, em separado de Chilopoda, baseado em caracteres comuns a estas linhagens, tais como as aberturas reprodutivas denominadas gonóporos sendo localizadas atrás do segundo segmento corporal, e os pelos sensoriais (sensilas) apresentado um inchaço conhecidos como trichobothria. Esta proposta seria compatível tanto com a manutenção de Dignatha como de Edafopoda.

## Anatomia
São animais bem conhecidos por seu longo corpo articulado, onde cada segmento é revestido por um exoesqueleto rico em quitina, que lhes fornece suporte e proteção; ao mesmo tempo, a flexibilidade entre os segmentos articulados permite com que os miriápodes possam se mover e se curvar de forma bem eficiente. Essa estrutura segmentada e as articulações permitem a locomoção eficiente, tanto para caminhada lenta e penetração no solo (como nos milípedes) quanto para movimentos rápidos e predação (como nas centopeias). 
Morfologicamente, os animais miriápodes apresentam o corpo subdividido em dois tagmas: uma cabeça bem definida (o céfalon) e um tronco (clitelo, ou metassoma) bastante alongado ostentando apêndices locomotores multiarticulados e unirremes (pernas); ou seja, inexiste uma divisão clara entre tórax ou abdome como pode ocorrer em outros artrópodes. Ao nascerem, estes animais normalmente nascem bem mais curtos do que os pais, e vão acrescentando novos segmentos na medida em que vão crescendo por mudas: um processo de crescimento pós-embrionário conhecido por anamorphose. Existem, assim, três tipos de desenvolvimento em anamorfose: euanamorphose (em que novos segmentos são acrescidos a cada muda, indefinidamente), hemianamorphose (em que novos segmentos são acrescidos no crescimento apenas até determinada idade, mas as mudas continuam), e teloanamorphose, em que novos segmentos são adicionados apenas até a maturidade sexual, a partir da qual não ocorrem mais mudas. 
Na cabeça, os miriápodes apresentam apenas um par de antenas no primeiro segmento. Funcionalmente, as antenas são usadas no tato, olfato e até mesmo na percepção de umidade. Estas podem variar em número de segmentos, e mesmo em formato, dentre as diferentes classes de miriápodes. A maioria das espécies apresenta ocelos simples ao menos em alguma etapa do ciclo de vida, bem como olhos laterais simples. Ainda discute-se se poderiam ser considerados como olhos compostos verdadeiros os ditos olhos compostos presentes nas classes dos quilópodes (como nas centopeias domésticas da ordem Scutigera) e nos diplópodes, uma vez que são constituídos por omatídeos pouco agrupados (significando que não seriam omatídeos verdadeiros). É importante notar que há algumas exceções; por exemplo existem espécies cegas (como na ordem Polydesmida de diplópodes, e na ordem Geophilomorpha de quilópodes) que dependem das antenas e de quimiorreceptores para se orientarem.
Sobre as peças bucais, vale sempre ressaltar que estas estarão especializadas de acordo com hábitos alimentares da ordem de miriápodes (p.ex. se carnívoros como nas lacraias, ou herbívoros como em muitos gongolos), mas existe um padrão comum a todas elas. As peças bucais localizam-se na face ventral da porção anterior da cabeça, onde o labro e os epistoma (considerados como um lábio superior) formam o teto da cavidade pré-oral (a epifaringe). A entrada da boca fecha-se na parte inferior com um par bem desenvolvido de maxilas, antecedido por maxílulas; por dentro da cavidade oral reside um par de mandíbulas. Sendo assim, o clípeo delimita a margem anterior da cavidade oral e a hipofaringe delimita a parte posterior da cavidade oral. Vale notar que, em Diplopoda e Pauropoda as primeiras maxilas (maxílulas e maxilas) fusionaram-se em uma peça única bucal inferior chamada de gnatocilário. 
A quantidade de pernas é a característica mais marcante destes animais, variando consideravelmente entre as diferentes classes. Nas centopeias e lacraias (ordem Chilopoda), cada segmento do tronco apresenta apenas um par de pernas, onde o primeiro par de pernas é modificado em estruturas chamadas de forcípulas ou maxilípedes. Nos gongolos e piolhos-de-cobra (ordem Diplopoda), a maioria dos segmentos do tronco apresenta dois pares de pernas, sendo esta característica uma consequência evolutiva destes segmentos serem na verdade resultado da fusão de dois segmentos embrionários. Já nas ordens menores e menos conhecidas Pauropoda e Symphyla o tronco apresenta menos pernas, geralmente desde 9 a 12 pares. estruturalmente, as pernas dos miriápodes são como em outros artrópodes, apêndices articulados e unirrâmios (significando que articulam um único eixo, diferentemente de algumas linhagens de crustáceos, que as têm ramificadas). As pernas articulam vários segmentos (ou artículos) interconectados por membranas flexíveis; são estes: a coxa, ou segmento basal que se articula com o corpo; o trocânter, um segmento pequeno e bastante móvel entre a coxa e o fêmur; o fêmur, um segmento geralmente mais longo e mais robusto; a tíbia, um segmento mais distal ao fêmur e relativamente longo; o tarso, que pode apresentar-se subdividido em vários subsegmentos e toca o solo durante a movimentação, sendo sucedido, finalmente, da garra (ou pretarso, que é a extremidade final da perna, podendo ser composto de uma garra simples ou mais, que auxiliam na aderência com o substrato.

## Fisiologia
A maioria dos miriápodes necessitam de um ambiente úmido porque sua epicutícula é relativamente permeável, e normalmente não apresentam os lipídios e ceras característicos de aranhas e insetos. Os miriápodes respiram através de espiráculos que conectam-se a um sistema traqueal bastante similar àquele dos insetos. Espiráculos são pequenas aberturas laterais nos segmentos do tronco, que permitem a entrada de ar atmosférico para trocas gasosas dentro do corpo. Este ar que é inalado pelos espiráculos percorre um sistema de traqueias, que são tubos ramificados quitinosos dentro do corpo que interligam o ar atmosférico contendo oxigênio  diretamente às células. Vale ressaltar que em Myriapoda os espiráculos geralmente não se fecham, deixando assim aberta uma via constante de perda de água. Este sistema respiratório corre independente do sistema circulatório, que é aberto (como em outros artrópodes) dotado de um coração tubular dorsal em forma de vaso que bombeia o líquido de circulação chamado de hemolinfa através de vasos que se espalham abrindo nas cavidades corporais (as chamadas câmaras da hemocele), banhando os tecidos. De uma forma geral, este coração tubular dorsal estende-se ao longo de grande porção do tronco, e os vasos são relativamente pouco abundantes. Existem particularidades notáveis, como em Diplopoda a presença de um par de óstios por diplossegmento (ao passo que Chilopoda apresenta um par de óstios por segmento), em que a circulação pode transportar oxigênio por meio de pigmentos respiratórios (no caso, hemocianina).
O sistema excretor de miriápodes é realizado por estruturas conhecidas por túbulos de Malpighi, que filtram os resíduos metabólicos da hemolinfa (principalmente excretas nitrogenadas) e os eliminam através de uma ligação com o trato digestório; embriologicamente, esses tubos são derivados da ectoderme, mas conectam-se ao tudo digestivo derivado do endoblasto. O sistema digestório é relativamente simples, sendo representado por um longo tubo reto que se estende da boca ao ânus, contendo glândulas digestivas que auxiliam na quebra do alimento. 
O sistema nervoso é composto por um gânglio cerebral principal na cabeça (análogo ao "cérebro", mas pouco desenvolvido em relação a outros artrópodes) que interliga-se a uma série de gânglios compondo uma cadeia nervosa ventral que percorre todo o tronco, onde cada segmento apresenta internamente um gânglio que controla aquela parte do corpo. O mencionado gânglio cerebral estrutura-se como um cérebro tripartido (em protocérebro, deutocérebro e tritocérebro), apresentando ainda conectivos circum-entéricos e um pequeno gânglio subesofágico. O protocérebro está associado com os olhos, o deutocérebro está associado ao par de antenas, e o tritocérebro parece não estar associado com segmento algum. Abaixo do tritocérebro, encontra-se o gânglio subesofágico (uma fusão dos gânglios do terceiro, quarto e quinto segmento ancestrais) responsável pelo controle das peças bucais, glândulas salivares e outros músculos locais; espécies peçonhentas podem, ainda, apresentar um par de gânglios fusionados denominado de gânglio forcipular.  
Com relação ao sistema reprodutor, são animais com os sexos separados (ou seja, dioicos) e que apresentam os órgãos reprodutores internos e as respectivas aberturas genitais externas na parte ventral do corpo. Algumas linhagens (em milípedes por exemplo) também podem reproduzir-se por partenogênese. A fecundação é normalmente externa, em que o macho transfere à fêmea um pacote de esperma (ou seja, o espermatóforo) -- uma característica em que miriápodes assemelham-se por vezes a aracnídeos. Sendo animais ovíparos, as fêmeas botam ovos que resultam em versões miniaturas e mais curtas dos adultos, geralmente apresentando poucos segmentos no tronco, e três pares de pernas. As exceções são das ordens Scolopendromorpha and Geophilomorpha, que apresentam desenvolvimento pós-embrionário epimorfiico (vide acima, em que todos segmentos do tronco já foram formados embriologicamente.

## Sistema Sensorial
Os órgãos de Tömösváry, localizados especificamente na base das antenas possui função ainda indefinida. Mas acredita-se que seja um conjunto de poros onde convergem terminações de neurônios sensoriais, servindo como quimiorreceptores, detector de vibrações sonoras dentre outras coisas. Os miriápodes apresentam grande diversidade de estruturas fotoreceptoras, sejam olhos simples, ocelos, ou células fotoreceptoras. Nos diplópodes, os olhos simples estão localizados lateralmente e são muito semelhantes aos olhos dos grupos Xiphosura e Trilobitomorpha, sendo assim considerado uma plesiomorfia dos Euarthropoda. Nas centopeias, estão presentes ocelos simples, embora esteja em discussão se olhos compostos estão presentes nesse grupo. Em muitas espécies de miriápodes habitantes de cavernas e parasitas, os olhos estão completamente ausentes (como nas ordens Geophilomorpha, Siphoniulida, Siphonophorida e Polydesmida). Também são ausentes em sínfilos e paurópodes.

## Diversidade

### São consideradas quatro ordens de miriápodes, caracterizadas em linhas gerais abaixo.
Chilopoda (popularmente conhecidas como centopeias ou lacraias): Possuem um par de pernas por segmento do tronco, com um número total de pares de pernas que varia de 15 a mais de 100, a depender do gênero e espécie. As pernas das lacraias são geralmente longas e laterais, o que as permite serem bem rápidas e versáteis, favorecendo seus comportamentos predatórios e agressivos. O primeiro par de pernas do tronco é modificado em forcípulas (ou maxilípedes), que são estruturas robustas, semelhantes a pinças, que contêm glândulas de veneno. Desta forma, as forcípulas são usadas para capturar, imobilizar e inocular veneno em suas presas. O último par de pernas em muitas centopeias é modificado e pode ser mais longo, espesso ou ter estruturas sensoriais, sendo usado para defesa, apoio ou até mesmo para auxiliar na captura de presas.
Diplopoda (popularmente conhecidos por milípedes, gongolos, ou piolhos-de-cobra): São os miriápodes mais pernudos, pois a maioria dos seus segmentos do tronco apresenta dois pares de pernas (sendo chamados de diplossegmentos). Excetuam-se nisto os primeiros segmentos após a cabeça (geralmente uns 3 ou 4 segmentos) que possuem apenas um par de pernas, ou mesmo nenhum. O número total de pernas neste grupo pode variar de muitas dezenas ou centenas até mais de mil, dependendo da espécie. As pernas dos diplópodes são relativamente curtas e posicionadas ventralmente, o que lhes confere uma locomoção mais lenta, mas com grande força de propulsão. Essa força é essencial para que possam se empurrar através do solo, incluindo substratos compactos de detritos e dentro de fendas, onde vivem e se alimentam (pois são principalmente detritívoros sobre o solo das matas).
Pauropoda são miriápodes muito pequenos e pouco conhecidos, geralmente com 9 a 11 pares de pernas, que são relativamente curtas e simples. Possuem um par de estilos e sacos coxais eversíveis na base de algumas pernas, que se acredita terem função de aumentar a absorção de umidade do ambiente, uma vez que vivem em locais bastante úmidos do solo.
Symphyla são miriápodes pequenos que possuem de 10 a 12 pares de pernas que são relativamente simples. O último par de pernas é frequentemente modificado em cercos ou fiandeiras, que podem ter funções sensoriais ou de defesa. Como os Pauropoda, também podem apresentar estilos e sacos coxais em algumas pernas, indicando uma dependência de ambientes bastante úmidos.